# 5 cm KwK 39

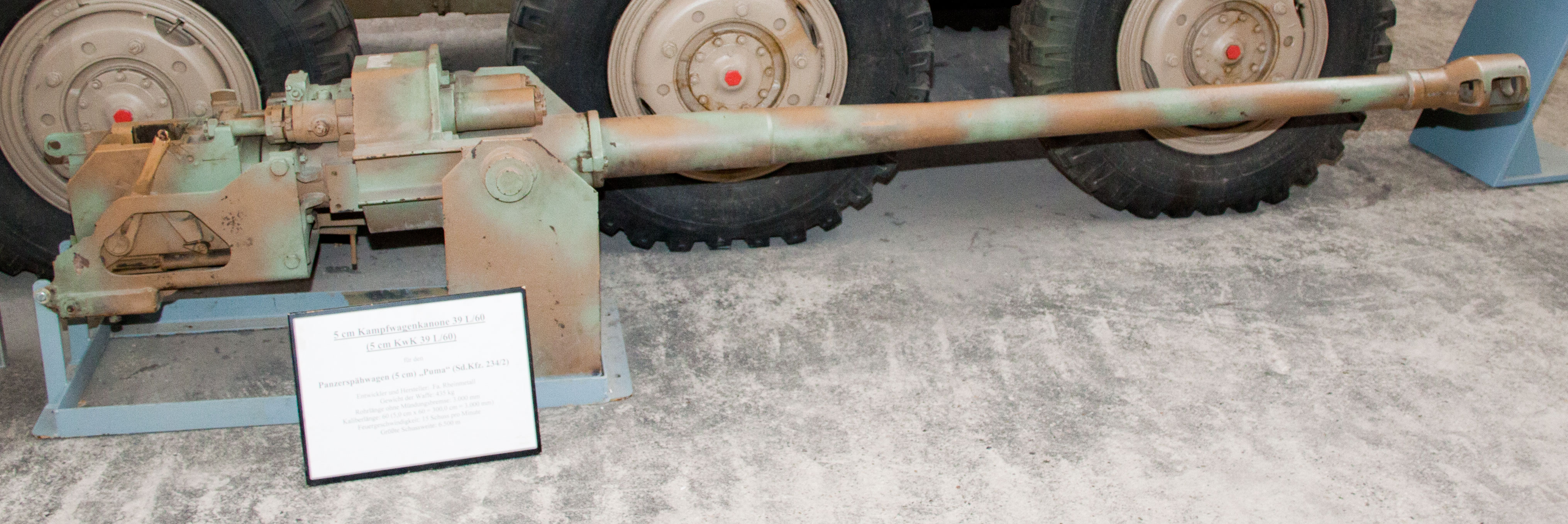
Kw.K. 39/1 с дульным тормозом, использовавшаяся на бронеавтомобиле «Пума»

 5 cm KwK 39 L/60 (5 cm Kampfwagenkanone 39 L/60) — немецкая танковая пушка калибра 50 мм, использовавшаяся главным образом в качестве основного вооружения среднего танка Pz.Kpfw. III модификаций Ausf. J1, L, M. Оснащённые ею машины принимали участие в боевых действиях во Второй мировой войне.
Пушка хорошо проявила себя в Северной Африке против британских крейсерских танков и американских лёгких танков M3 «Стюарт».
Однако против советских Т-34 и тем более КВ-1 была недостаточно эффективна, и от неё постепенно отказались в пользу пушки 7,5 cm KwK 37 L/24, которая могла стрелять кумулятивными снарядами.
Аналогичное буксируемое противотанковое орудие носило обозначение 5 cm Pak. 38.
На основе KwK 39 была разработана тяжёлая авиационная пушка BK 5, которая получила ограниченное распространение, и устанавливалась на самолёты-перехватчики, такие как Me. 410A-1/U4, Junkers Ju. 88P-4 и  Me. 262A-1a/U4.

## Боеприпасы
- PzGr. (бронебойный)
- PzGr. 39 (бронебойный с защитным и баллистическим наконечниками)
- PzGr. 40 (бронебойный подкалиберный с сердечником)
- PzGr. 40/1 (бронебойный подкалиберный с сердечником)
- 5 cm Sprgr.Patr. 38 (осколочно-фугасный)